# Függő és független változó
Egy változót akkor tekintünk függőnek, ha független változótól függ. A függő változókat azzal a feltételezéssel vizsgáljuk, hogy valamilyen törvény vagy szabály (pl. matematikai függvény ) szerint függjenek más változók értékétől. A független változókat viszont nem befolyásolják a függő változók. Néhány gyakran használt független változó például az idő, tér, sűrűség, tömeg, folyadék áramlási sebessége
 vagy valamely megfigyelt érték korábbi értékei (pl. az emberi populáció mérete) a jövőbeli értékek előrejelzéséhez (a függő változóhoz).
A kettő közül mindig az a függő változó, amelynek változását a bemenetek megváltoztatásával tanulmányozzuk, amelyet statisztikai kontextusban regresszornak is neveznek. A független változó egy kísérletben az a változó, amelyet manipulálunk, hogy megfigyeljük, milyen hatása van a vizsgált jelenségre vagy a függő változóra. Néha független változókat nem csak azért vizsgálnak, mert azok közvetlen hatására kíváncsiak, hanem mint zavaró tényező próbálják kiszűrni.

Az egyváltozós számításban egy függvényt általában úgy ábrázolnak, hogy a vízszintes tengely a független változót, a függőleges tengely pedig a függő változót reprezentálja.Ebben a függvényben a függő változó, pedig a független változó.

## Az elméleti matematikában
A matematikában a függvény egy bemenet (a legegyszerűbb esetben egy szám vagy számhalmaz) felvételére és egy kimenet (amely úgyszintén lehet szám) megadására szolgáló szabály. Az a szimbólum lesz a független változó, amely egy tetszőleges bemenetet jelöl, míg a függő változót az a szimbólum jelöli, amely egy tetszőleges kimenetet jelöl. A bemenetre leggyakrabban használt szimbóluma az {\displaystyle x}, míg a kimenetet általában {\displaystyle y} jelöli; így a függvény általános leírása ekképpen alakul: {\displaystyle y=f(x)}.

Lehetséges, hogy több független vagy függő változó is található. Például a többváltozós analízisben gyakran találkozhatunk {\displaystyle z=f(x,y)} alakú függvényekkel, ahol {\displaystyle z} függő változó, {\displaystyle x} és {\displaystyle y} pedig független változók. A több kimenettel rendelkező függvényeket gyakran vektorértékű függvényeknek nevezik.

## A modellezésben és a statisztikában
A matematikai modellezés során a függő és a független változók halmaza közötti kapcsolatot vizsgáljuk. 
Az egyszerű sztochasztikus (valószínűség számításra épülő) lineáris modellben {\displaystyle y_{i}=a+bx_{i}+e_{i}} az {\displaystyle i} jelöli a kiválasztott valahányadik értéket, valamit a az y a függő változót, az x pedig a független változót. Az e érték a "hiba" néven ismert, és a függő változónak a független változóval nem magyarázható variabilitását tartalmazza.
Többszörös független változókkal a modell a következőképpen alakul: {\displaystyle y_{i}=a+bx_{i,1}+bx_{i,2}+\dots +bx_{i,n}+e_{i}}, ahol az n a független változók számát jelöli.
A statisztikában, pontosabban a lineáris regresszióban, az adatok szórásdiagramját állítják elő {\displaystyle X} független változóval és {\displaystyle Y} függő változóval. Ezt kétváltozós adatkészletnek is nevezik, {\displaystyle (x_{1},y_{1})(x_{2},y_{2})\dots (x_{i},y_{i})}. Az egyszerű lineáris regressziós modell {\displaystyle Y_{i}=a+Bx_{i}+U_{i}} alakját veszi fel, ahol {\displaystyle i=1,2,\dots ,n}. Ebben az esetben {\displaystyle U_{i},\dots ,U_{n}} független valószínűségi változók. Ez akkor fordul elő, ha a mérések nem befolyásolják egymást. A függetlenség terjesztésén keresztül az {\displaystyle U_{i}} függetlensége {\displaystyle Y_{i}} függetlenségét jelenti, még akkor is, ha minden {\displaystyle Y_{i}} más elvárási értéke van. Minden {\displaystyle U_{i}} várható értéke 0 és varianciája {\displaystyle \sigma ^{2}}. Elvárás {\displaystyle Y_{i}} bizonyításra:
A kétváltozós adatkészlethez legjobban illeszkedő egyenes {\displaystyle y=\alpha +\beta x} alakot ölt, és regressziós egyenesnek nevezzük. {\displaystyle \alpha } és {\displaystyle \beta } megfelel a metszéspontnak, illetve a meredekségnek.
Egy kísérletben azt a változót, amit a kísérletvezető változtat, független változónak nevezzük, hiszen változását nem más tényezők megváltoztatása okozza. A függő változó az az esemény, amely várhatóan megváltozik a független változó manipulálása következtében.

## Szinonimák
A független változó elnevezése kontextustól függően változhat. A "prediktor" kifejezést egy modellben vagy statisztikai elemzésben (lineáris regressziónál használják egy másik változó előrejelzésére vagy magyarázatára. A "regresszor" kifejezést a regressziós elemzésekben használják. A "manipulált változót" főként kísérleti (pszichológiai, szociológiai, orvosi) kontextusban használják. A "magyarázó változó" kifejezést főként akkor használják, amikor a kutatás nem pusztán előrejelzésre törekszik, hanem arra is, hogy megértse, hogyan és miért befolyásolják egyes tényezők a függő változót. Az "expozíciós változó" és a "rizikófaktor" (vagy kockázati tényezőt) fogalmát leginkább epidemiológiai, orvosi és egészségügyi kutatásokban használják, ahol azt vizsgálják, hogyan hat egy adott tényező a betegség, egészségi állapot vagy más kimenetel kialakulására.
Egyes szerzők a "magyarázó változót" részesítik előnyben a "független változókkal" szemben, amikor a független változóként kezelt mennyiségek statisztikailag nem függetlenek vagy függetlenül nem manipulálhatóak.
 Ha a független változót "magyarázó változónak" nevezik, akkor egyes szerzők a "válaszváltozó" kifejezést részesítik előnyben a függő változóra.

A kontextustól függően a függő változót "prediktált változónak", "regresszánsnak", "mért változónak", "magyarázott változónak", "kimeneti változónak" is szokták nevezni.
| független  | függő       |
| prediktor  | prediktált  |
| regresszor | regresszáns |
| manipulált | mért        |
| magyarázó  | magyarázott |
| expozíciós | kimeneti    |

## Egyéb változók
A "szabályozott változó" vagy "kontrollváltozó" olyan változó, amelyet egy kísérlet során állandóan vagy kontroll alatt tartanak, hogy változásai ne befolyásolják a kísérlet eredményeit. A szabályozott változók nem tartoznak sem a függő, sem a független változók közé. Ezek általában olyan közbeeső változók, amelyek jelentős hatással lehetnek a függő változóra, azonban hatásuk nem képezi a kísérlet központi érdeklődését.
Például, ha egy kísérlet az edzés izomtömegre gyakorolt hatását vizsgálja, ahol az izomtömeg a függő változó, az edzés mennyisége pedig a független változó, akkor feltételezhető, hogy más tényezők is befolyásolhatják az eredményt. Ilyen például a diéta, amely elengedhetetlen az izomtömeg növeléséhez, hiszen ha a résztvevők nem fogyasztanak elegendő fehérjét, a szervezetük nem lesz képes izomépítésre, függetlenül a testmozgás mennyiségétől. Ezért a kísérletben minden résztvevő számára hasonló vagy egyenértékű étrendet biztosítanak.
Külső változók, ha független változóként szerepelnek a regressziós elemzésben, segíthetik a kutatót a válaszparaméterek pontos becslésében, előrejelzésében és az illeszkedés jóságában, azonban a vizsgált hipotézis szempontjából nem lényegesek. Például egy olyan tanulmányban, amelyen a középiskola utáni oktatásnak a hatását vizsgálják az élethosszig tartó keresetre, néhány külső változó lehet a nem, az etnikai hovatartozás, a társadalmi osztály, a genetika, az intelligencia, az életkor és így tovább. A külső változóknak azok a tényezők tekinthetőek, amelyek feltételezhetően (vagy kimutathatóan) befolyásolják a függő változót. Ha a regresszióban szerepel, javíthatja a modell illeszkedését. Ha nem szerepel a regresszióban, és nem nulla a kovarianciája egy vagy több vizsgált független változóval, akkor annak kihagyása torzítja a regresszió eredményét az adott független változó hatására vonatkozóan.
A külső változókat gyakran három kategóriába sorolják:
1. Az alanyi változók a vizsgált személyeknek azon jellemzői, amelyek befolyásolhatják a viselkedésüket. Ezek a változók magukban foglalják az életkort, a nemet, az egészségi állapotot, a hangulatot, az anyagi hátteret stb.
2. A blokkoló változók vagy kísérleti változók azoknak a kísérletet végző személyeknek a jellemzői, amelyek befolyásolhatják, hogyan viselkedik egy személy. Ilyen változók lehetnek például a nem, a faji megkülönböztetés jelenléte, a nyelv vagy egyéb tényezők.
3. A szituációs változók a vizsgálat vagy kutatás környezetének olyan jellemzői, amelyek negatív hatással vannak a kísérlet kimenetelére. Ilyenek például a levegő hőmérséklete, az aktivitás szintje, a megvilágítás és a napszak.

A modellezésben a független változó által nem lefedett változékonyságot {\displaystyle e_{I}} jelöli, és „reziduális”, „mellékhatás”, „hiba”, „megmagyarázhatatlan rész”, „maradék változó”, „zavar” vagy „tűrés” néven ismert.

## Példák

### A műtrágya hatása a növények növekedésére
Egy olyan vizsgálatban, ahol különböző mennyiségű műtrágya hatását mérik a növénynövekedésre, a független változó a felhasznált műtrágya mennyisége lenne. A függő változó a növény magasságának vagy tömegének növekedése. A kontroll változók lennének a növény típusa, a műtrágya típusa, a növényt érő napfény mennyisége, a cserepek mérete stb. 

### A gyógyszeradagolás hatása a tünetek súlyosságára
Egy olyan vizsgálat során, amely azt vizsgálta, hogy egy gyógyszer különböző dózisai hogyan befolyásolják a tünetek súlyosságát, a kutató összehasonlíthatja a tünetek gyakoriságát és intenzitását, ha különböző dózisokat adnak be. Itt a független változó a dózis, a függő változó pedig a tünetek gyakorisága/intenzitása.

### A kávéba adagolt cukor hatása
Az íz a kávéhoz hozzáadott cukor mennyiségétől függően változik. Itt a cukor a független változó, míg az íz a függő változó.

## Fordítás
Ez a szócikk részben vagy egészben  a   Dependent and independent variables című angol Wikipédia-szócikk ezen változatának fordításán alapul.  Az eredeti cikk szerkesztőit annak laptörténete sorolja fel. Ez a jelzés csupán a megfogalmazás eredetét és a szerzői jogokat jelzi, nem szolgál a cikkben szereplő információk forrásmegjelöléseként.